# Захаренко, Ангелина Михайловна
Ангелина Михайловна Захаренко (род. 1 января 1946 ― 14 октября 2018) ― советский и российский педагог, Народный учитель Российской Федерации (2008).

## Биография
Ангелина Михайловна Захаренко родилась 1 января 1946 года в селе Подъельск Корткеросского района республики Коми, РСФСР. 
Завершила обучение в Коми государственном педагогическом институте по специальности.
Начала свою трудовую деятельность в 1970 году, работала в учителем в Сторожевской школе. Позже перешла работать на должность директора средней школы села Сторожевск. 
Во время её руководства учебным заведением началось развитие инновационной деятельности. Здесь были открыты прогимназические классы, агроклассы. Начальная школа стала заниматься по методу Базарного. В 2001 году был открыт для обучения филиал профессионального училища №20.
Работала с материалами по возрождению коми языка. Один из составителей учебников, по которым учатся школьники 8-9 классов. Участник финно-угорского конгресса в Венгрии в 1996 году от республики Коми. Активно занималась работой в общественной организации «Коренные женщины Республики Коми». 
В 1996 году ей было присвоено звание «Заслуженный учитель Российской Федерации».
За выдающийся вклад в отечественное образование указом Президента Российской Федерации от 30 августа 2008 года Ангелине Михайловне Захаренко присвоено почетное звание «Народный учитель Российской Федерации». Награду вручил Президент Российской Федерации Д.А.Медведев. 
Избиралась депутатом сельского поселения в 2006 году. Являлась членом Общественной палаты при главе республики Коми. Была избрана депутатом совета Корткеросского района.
Проживала в селе Сторожевск. Умерла 14 октября 2018 года. 

## Награды и звания
- Народный учитель Российской Федерации (30.08.2008),
- Заслуженный учитель Российской Федерации (01.10.2006),
- Отличник народного образования,
- Лауреат конкурса «Учитель года-1991»
- Заслуженный учитель школы Коми ССР.